# André-Damien-Ferdinand Jullien
André-Damien-Ferdinand Jullien, PSS (25 de outubro de 1882 - 11 de janeiro de 1964) foi um cardeal francês da Igreja Católica Romana. Ele serviu como Decano da Rota Romana na Cúria Romana de 1944 a 1958, e foi elevado ao cardinalato em 1958.

## Biografia
Nascido em Pelussin, arquidiocese de Lyon. Seu nome de batismo era André-Damien-Ferdinand. Seu sobrenome também consta como Jullien de Pommerol. Foi o quarto de nove filhos de uma família com longas tradições jurídicas. Pouco depois de seu nascimento, o futuro santo, Giovanni Bosco, visitou a casa da família; ao ver o bebê, ele declarou: "Este será o prelado da família".
Estudou no Seminário de Issy, em Paris; no Seminário de São Sulpício, em Paris; e no Pontifício Ateneu Romano "S. Apollinare", em Roma. Ordenado em 1º de outubro de 1905, Lyon. Estudos posteriores, 1905-1908. Membro do corpo docente do Seminário de Lyon, 1908-1912. Chamado de volta à Roma, como Secretário de Monsenhor Maury, SS, auditor da Sagrada Rota Romana, 1912-1922. Padre Jullien ingressou na Sociedade de São Sulpício, em Roma, em 1918. Auditor da Sagrada Rota Romana, 15 de setembro de 1922; seu decano, 30 de outubro de 1944.
Criado cardeal-diácono no consistório de 15 de dezembro de 1958; recebeu o barrete vermelho e a diaconia de S. Giorgio em Velabro em 18 de dezembro. Seu lema cardinalício era Solum Deum præ oculis habens. Tornou-se decano emérito da Rota Romana no mesmo dia do consistório.
Eleito arcebispo titular de Corone em 5 de abril de 1962. Consagrado em 19 de abril seguinte, na basílica patriarcal de Latrão, pelo Papa João XXIII, assistido pelo Cardeal Giuseppe Pizzardo e pelo Cardeal Benedetto Aloisi Masella. No mesmo dia, no entanto, renunciou à sua sé.
Foi nomeado membro das Sagradas Congregações dos Sacramentos, do Concílio, dos Religiosos e dos Ritos. Em março de 1963, também foi nomeado um dos 30 membros da nova Comissão para a Revisão do Código de Direito Canônico. O prelado francês também serviu na Comissão Preparatória Central para o Concílio Vaticano II. Quando o concílio se reuniu, no outono de 1962, ele se tornou um dos dois vice-presidentes da Comissão Litúrgica. Cardeal Jullien participou das duas primeiras sessões do Concílio Vaticano II, 1962-1963, e do conclave de 1963, que elegeu o Papa Paulo VI.
Poucos dias após receber a visita pessoal do Papa Paulo VI, Cardeal Jullien faleceu em 11 de janeiro de 1964, de leucemia, na Clínica San Carlo, na Via Aurelia, Roma, onde estava internado desde 6 de dezembro de 1963. A missa fúnebre pontifícia foi celebrada na Basílica de São Pedro, em 14 de janeiro, pelo Cardeal Benedetto Aloisi Masella. Sepultado na igreja de S. Giorgio in Velabro, Roma. Uma placa memorial em sua memória foi colocada acima de seu jazigo.